# Ondrej Hodža
Ondrej Hodža (15. září 1819 Rakša – 28. července 1888 Sučany) byl slovenský evangelický kněz, národněkulturní pracovník a církevní hodnostář; bratr národního buditele a jazykovědce Michala Miloslava Hodži a otec Jana Miloslava Hodži a slovenského politika, státníka a publicisty Milana Hodži.

## Životopis
Narodil se v rodině Jana Hodži a jeho manželky Marie. Studoval na gymnáziu v Rožňavě, evangelickou teologii v Bratislavě a na univerzitě v Halle. V letech 1846–1848 působil jako evangelický kaplan v Liptovském Mikuláši, v letech 1848–1887 jako farář v Sučanech a od roku 1860 byl turčianským seniorem. V roce 1841 pracoval jako zapisovatel Ústavu a řeči a literatury českoslovanské v Bratislavě. Byl aktivním činitelem štúrovského hnutí, v roce 1844 se stal spoluzakladatelem spolku Tatrín, v roce 1846 se zúčastnil schůze evangelických kněží Liptova, na které podepsali prohlášení za štúrovskou slovenštinu. Byl také účastníkem slovenského povstání v letech 1848–1849, později byl vězněn v Martině a Banské Bystrici, v roce 1861 se stal signatářem Memoranda národa slovenského a v roce 1863 byl spoluzakladatelem a členem výboru Matice slovenské. Podporoval slovenské školy, bránil národní práva na církevním a kulturním poli.

## Tvorba
Mimo jiné byl také autorem zpráv v Slovenských národních novinách, publikoval také v periodikách Orel tatranský, později Obzor, Cirkevné listy a další. Je také autorem lidově výchovné prózy o aktuálních národních problémech.